# Тарасий (Владимиров)
Епи́скоп Тара́сий (в миру Сергей Николаевич Владимиров; 18 июля 1974, село Телешовка, Тамбовская область) — епископ Русской православной церкви, епископ Балашовский и Ртищевский.

## Биография
Родился 18 июля 1974 года в селе Телешовка Рассказовского района Тамбовской области в семье крестьянина.
В 1989 году окончил Телешовскую восьмилетнюю школу, в 1993 году — совхоз-техникум «Кирсановский» по специальности «ветеринария». В годы обучения в техникуме посещал Космодемьяновский храм, где исполнял послушания алтарника и чтеца.
По окончании техникума работал ветфельдшером в колхозе «Заря» Рассказовского района Тамбовской области. В 1993 году призван в ряды Вооружённых сил РФ.
В 1995—1996 годы обучался в духовно-пастырском училище при Казанском мужском монастыре в Тамбове. В 1996 году работал в храме Рождества Христова села Рождественское и в храме прп. Сергия Радонежского в селе Стрельцы Тамбовской обл.
В 1998 году поступил в Саратовскую духовную семинарию. По собственным воспоминаниям: «Особенность была в том, что я поступал из Тамбовской епархии без благословения правящего архиерея ― обязательного при поступлении документа. И когда встал вопрос о рекомендации, ректор [Архиепископ Саратовский Александр] спросил: „А по какой причине ваш архиерей не дал вам рекомендации?“. Я ответил: „Владыка, вы понимаете, тогда епархия должна будет перечислять за моё обучение определённые средства…“. Владыка подумал, помолчал и говорит: „У нас же одна Церковь, и мы должны готовить священнослужителей не только для Саратовской или Тамбовской епархии, а для всей Церкви“».
26 августа 2001 года по благословению архиепископа Саратовского и Вольского Александра (Тимофеева) игуменом Мануилом (Илюшиным) пострижен в монашество с именем Тарасий в честь св. Тарасия, архиепископа Константинопольского. 12 сентября 2001 года архиепископом Саратовским Александром (Тимофеевым) рукоположён во иеродиакона. 7 февраля 2002 года тем же иерархом рукоположен в сан иеромонаха и назначен смотрителем архиерейского крестового храма во имя иконы Божией Матери «Утоли моя печали» города Саратова.
В том же году окончил Саратовскую семинарию, и 15 июля 2002 года назначен экономом Саратовской епархии.
В августе 2003 года назначен штатным священником архиерейского крестового храма во имя иконы Божией Матери «Утоли моя печали» города Саратова, 30 августа утвержден в должности эконома Саратовской епархии.
В июне 2004 года назначен настоятелем Свято-Никольского храма, что на Елшанском кладбище, города Саратова.
В 2004—2007 годы обучался в Санкт-Петербургской духовной академии.
В октябре 2004 года назначен настоятелем храма Сретения Господня в посёлке Елшанка города Саратова с сохранением обязанностей настоятеля Свято-Никольского храма. Более двух лет приход Сретенского храма располагался в комнате общежития по ул. Буровой. В 2007 году началось строительство основного здания храма. Стараниями иеромонаха Тарасия сложился дружный и деятельный приход, организован свой хор, воскресная школа для детей и взрослых, подсобное хозяйство.
В июле 2007 года назначен настоятелем храма Рождества Христова города Саратова с сохранением обязанностей настоятеля храма Сретения Господня.
19 апреля 2009 года Покровском храме Саратова епископом Саратовским и Вольским Лонгином возведён в сан игумена.

### Архиерейство
6 октября 2011 года решением Священного Синода избран управляющим новообразованной Балашовской епархии с титулом «епископ Балашовский и Ртищевский».
14 октября 2011 года в Покровском храме города Саратова митрополитом Саратовским и Вольским Лонгином (Корчагиным) возведён в сан архимандрита.
25 ноября 2011 года в рабочей Патриаршей резиденции в Чистом переулке состоялось наречение архимандрита Тарасия во епископа Балашовского и Ртищевского.
17 декабря 2011 года в Храме Христа Спасителя состоялась его хиротония во епископа Балашовского и Ртищевского, которую совершили: Патриарх Московский и всея Руси Кирилл, митрополит Крутицкий и Коломенский Ювеналий (Поярков), митрополит Саранский и Мордовский Варсонофий (Судаков), митрополит Саратовский и Вольский Лонгин (Корчагин), архиепископ Самарский и Сызранский Сергий (Полеткин), архиепископ Егорьевский Марк (Головков), епископ Дмитровский Александр (Агриков), епископ Тамбовский и Мичуринский Феодосий (Васнев), епископ Солнечногорский Сергий (Чашин).
С 11 по 25 июня 2012 года в Общецерковной аспирантуре и докторантуре проходил курсы повышения квалификации для новопоставленных архиереев.

## Награды
- наперсный крест (к празднику Пасхи 2004 года)[12]
- медаль Саранской епархии «Милующее сердце» I степени[13]